# الرابطة النسائية النقابية
الرابطة النسائية النقابية
كانت الرابطة النسائية النقابية (WTUL) منظمة في الولايات المتحدة في كلا من الطبقة العاملة والأكثر ثراء من النساء. في عام 1903, شكلت لدعم جهود المرأة في تنظيم النقابات العمالية والقضاء على الاوضاع بأجور بخسة. لعبت الرابطة النسائية النقابية دورا هاما في دعم إضرابات ضخمة في العقدين الأولين من القرن العشرين والتي أنشأ فيها السيدات دوليا "ملابس للعمالة وملابس مدموجة لعمالة أمريكا وفي الحملة للاقتراع بين الرجال والنساء العاملين.
أصولها:
تأتي جذور الرابطة النسائية النقابية من منظمة بريطانية تحمل الاسم نفسه والتي تأسست قبل ثلاثين عاما. دعمت الرابطة البريطانية إنشاء حركة عمالية منفصلة للمرأة، في عام1890، اندمجت أهدافها الخاصة مع تعميم الحركة العمالية البريطانية وتعمل كمنظمة مظلة النقابات المرأة. كان أول المؤيدين الأميركي الاشتراكي الإنجليزي وليام الجدار الذي التقى مع قادة الرابطة البريطانية في عام 1902. ثم عاد إلى الولايات المتحدة، وبدأ في حشد التأييد لمنظمة أمريكية مماثلة.
في عام 1903, نظم الاتحاد الأمريكي اتفاقية العمل، قضت الرابطة بكثير من سنواتها الأولى تحاول أن ترعى العلاقات مع قيادة دوري كرة القدم الأمريكية. وكان أول رئيس لها ماري مورتون كيهو، وهو المصلح الاجتماعي من بوسطن. بحلول عام 1907، شهدت الرابطة النسائية النقابية غايتها في دعم دوري كرة القدم الأمريكية، وتشجيع عضوية المرأة في المنظمة. في دستور تلك السنة، عرفت الرابطة هدفها في مساعدة «تنظيم النساء في النقابات العمالية... هذه النقابات ستكون تابعة، حيثما كان ذلك ممكنا، مع الاتحاد الأمريكي للعمل». وفي الرد، تجاهل قيادة دوري كرة القدم الأمريكية الرابطة بشكل عام. في عام 1905, قررت الرابطة النسائية النقابية عقد مؤتمرها السنوي في موقع مختلف من دوري كرة القدم الأمريكية. عندها غضب صموئيل قومبرز رفض الحضور. ومع ذلك، لم تدفع الرابطة دوري كرة القدم الأمريكية.نحو موقف الاقتراع المؤيد ولم تتمكن من تنظيم المزيد من النساء في الاتحاد مما كانت عليه في أي وقت مضى.
ولفت الناشطاء أيضا على العمل في وقت سابق في حركة استقرار المنزل، مثل جين آدمز وفلورنسا كيلي، والنقابات الناشئة في الصناعات مع عدد كبير من النساء العاملات، مثل الملابس والمنسوجات. تضم الرابطة النسائية النقابية قادة كلا من المتبرعين من الطبقة العليا والنساء من الطبقة العاملة من ذوي الخبرة تنظيم النقابات، بما في ذلك جزء كبير من قيادات العمل النسائية التي تعد اليوم الأكثر أهمية، بما في ذلك ماري كيني أوسوليفان وروز شنايدرمان.
لكن في عام 1907 و 1922وصلت الرابطة إلى ذروتها في ظل رئاسة مارجريت درير روبينز. خلال تلك الفترة، وجب على الرابطة الدفع لتنظيم النساء العاملات في النقابات وتأمين التشريعات التي تحميها، وتثقيف الجمهور على مشاكل واحتياجات المرأة العاملة.
دعم التنظيم النقابي
دعمت الرابطة منذ وجودها عدد من الاكتشافات في السنوات القليلة الأولى، بما في ذلك اكتشاف التلغراف في عام1907 المنظم من قبل الاتحاد التجاري في أمريكا. لعبت الرابطة النسائية النقابية دورا حاسما في دعم انتفاضة 20000في إضراب عمالة ملابس النساء في مدينة نيويورك وفيلادلفيا، من خلال توفير مقر للإضراب، وجمع الأموال لصندوق الإغاثة ومطابخ الحساء وإنقاذ المضربين، وتوفير الشهود والقانونية الدفاع عن اعتقال المضربين، والانضمام إلى المضربين على خط الاضراب، وتنظيم لقاءات جماهيرية ومسيرات لنشر مطالب عمالة ملابس النساء، ومحاربة اوضاع الأجور بخسة. سلط بعض المراقبين الضوء على أعضاء نساء الطبقة العليا من الرابطة النسائية النقابية والذين كانو من المضربين بجانب عمالة صناعة الملابس وأطلقو عليها «لواء المنك». قسمت هذه الفروق المضربين من ممولي الدرجة العليا إلى: المضربين المحتلمين بالتحدي مع ألفا بلمونت بشأن الأسباب التي دعتها لدعم الإضراب.
ومع ذلك، كان الاضراب أقل من النجاح الكلي: عبرت العمالة الإيطالية خطوط الاضراب بأعداد كبيرة وافتقر المضربين الموارد للصمود لفترة أطول من أصحاب العمل. وبالإضافة إلى ذلك، على الرغم من النشطاء داخل الرابطة النسائية النقابية، بما في ذلك وليام أي، ووالينج، ولينيان دي، ووالد الذين كانوا أيضا من مؤسسي الجمعية الوطنية للنهوض بالاشخاص الملونين في ذلك العام، وضع أصحاب العمل خطة لاستخدام شرطة الاضراب الأميركية الأفريقية للتغلب على الإضراب، شجع الاخرون من نشطاء مجتمع السود العمالة السود لعبور خطوط الاضراب. ومع ذلك، أنتج الاضراب بعض المكاسب المحدودة للعمالة، في حين يعطي كل من الرابطة النسائية النقابية وعمالة الملبوسات النسائية تعليم عملي في المنظمة.
في عام 1910, لعبت الرابطة النسائية النقابية دورا مماثلا في إضراب الملابس الخارجية وكان معظمهم من الذكور في مدينة نيويورك وعمالة الملابس الرجالية في شيكاغو. في 1911اضرب عمالة صناعة الملابس في كليفلاند والعديد من الاحداث الأخرى في ولاية ايوا، وماساتشوستس، وولاية ميسوري وويسكونسن. وبحلول عام 1912، بدأت الرابطة النسائية النقابية أن بابعاد بنفسها عن الحركة العمالية، ودعم الإضراب بشكل انتقائي عندما وافقت إستراتيجية القيادة وانتقدتالقيادة التي يهيمن عليها الذكور من ILGWU (اتحاد عمالة ملابس السيدات دوليا)حيث أنه رأى ان النساء العاملات ناقصات التمثيل. وتوترت العلاقة شبه الرسمية للرابطة النسائية النقابية مع الاتحاد الأمريكي للعمل بسبب عمالة المنسوجات، التابعة لدوري كرة القدم الأمريكية، حيث أوقفت تقديم المساعدات للورانس، ورفض عمالة المنسوجات في ماساتشوستس العودة إلى العمل خلال فترة الإضراب والتي كانت بقيادة العمالة الصناعية في العالم. امتثلت بعض قادة الرابطة النسائية النقابية لمطالبهم بينما رفض البعض الآخر، استنكر كل من دوري كرة القدم الأمريكي والرابطة النسائية النقابية قبول أنشطة ايقاف الاضراب.
كانت علاقة المنظمة مع الملبوسات المدمجة في أمريكا قريبة، حيث شكل الاتحاد من السكان المحليين الأكثر تشددا الذين كان معظمهم من العمالة المهاجرين في صناعة الملابس الرجالية في شيكاغو ونيويورك وغيرها من المراكز الحضرية الشرقية، التي كانت خارج دوري كرة القدم الأمريكية. دربت الرابطة النسائية النقابية النساء كقادة العمل والمنظمين في مدارسها التي أسست في شيكاغو في عام 1914 ولعبت دورا رئيسيا في جلب عمال صناعة الملابس الإيطالية في الاتحاد في نيويورك.
دعم الإصلاحات التشريعي
بدأت الرابطة النسائية النقابية في هذا الوقت بالعمل من أجل الاصلاحات التشريعية، وحددت ثمانية ساعات في اليوم وأجور الحد الأدنى والتشريعات المحمية، وذلك بسبب عداء المحكمة العليا للولايات المتحدة تجاه التشريعات الاقتصادية في ذلك الوقت، والتشريعات فقط أن خص النساء والأطفال بحماية خاصة لينجوا من تحديات الدستورية. ومن المفارقات، صموئيل قومبيرز والقيادة المحافظة لدوري كرة القدم الأمريكية، شاهدوا أيضا التشريعات مع العداء، ولكنها كانت لسبب مختلف: انهم يعتقدون بهذه النقطة أن التشريع سيدخل في المفاوضة الجماعية، سواء عن طريق استيلاء دور النقابات في الحصول على أجور أفضل وظروف العمل واوضاع سابقة للتدخل الحكومي في المنطقة.
كانت الرابطة النسائية النقابية نشطة أيضا في المطالبة بتحسين ظروف العمل الآمنة، قبل وبعد حريق مصنع القمصان المثلث في عام 1911 حيث قتل 146 من العمالة. هذا الحريق، والذي كان قد سبقه حريق مماثل في نيوارك بولاية نيو جيرسي حيث قتل فيه خمسة وعشرين من عمالة صناعة الملابس، ولم ييوقظ فقط الرأي العام بهذا الموضوع، بل انهم تعرضوا إلى شقوق من الأنصار الاثرياء للرابطة والمتمردين من الطبقة العاملة مثل روز شنايدرمان. كما قالت شنايدرمان في خطابها في الاجتماع التذكاري الذي عقد في دار الأوبرا العاصمة في 2 أبريل 1911:
سأكون خائنة لهذه الجثث المحترقة الفقيرة إذا جئت هنا للحديث الجيد عن المحنة. وقد حاولنا للاشخاص الجيدين من العامة، ولقد وجدت الرغبة. كانت هناك محاكمة التفتيش القديم ومسند اسلحتها وإبهامها وأدواته تعذيبها مع الأسنان الحديد. نحن نعرف ما هي هذه الأمور اليوم. الأسنان الحديد هي من الضروريات لدينا، إبهامي هي الآلات عالية تعمل بالطاقة وسريعة وقريبة لعملنا اللازم، والحامل هنا في هياكل فخ النار والتي تدمر لنا اللحظة التي قبض في النار.
ليست هذه هي المرة الأولى التي أحرقت الفتيات على قيد الحياة في المدينة. كل أسبوع يجب أن يتعلم من الوفاة المفاجئة لواحد من العمالة وهي أختي. كل عام نجد آلافمن المشوهين. حياة الرجال والنساء هي رخيصة جدا والممتلكات جدا مقدسة . هناك الكثير منا لدية وظيفة واحدة ولا يهمه ولو قليلا إذا تم حرق 146 واحد منا حتى الموت.
وقد حاولنا أيها المواطنين. ونحاول الآن، وان كان لديك بضعة دولارات لحزن الأمهات والأخوة والأخوات اهدها لهم الجمعية الخيرية. ولكن في كل مرة العمال يخرج بالطريقة الوحيدة التي يعرفونها للاحتجاج على الظروف التي لا تحتمل اليد القوية القانون وتسمح في الضغط بشكل كبير علينا.
يحذرنا الموظفين العموميين فقط بكلمات - التحذير يجب أن يكون مسالم بشكل مكثف، ولهم إصلاحية للرجوع عن كل تحذيراتهم. اليد القوية للقانون ستتغلب علينا، وعندما نرتفع، في الظروف التي تجعل الحياة لا تطاق.لا أستطيع أن أتحدث عن المحنة لكم للذين تجمعوا هنا. اريق الكثير من الدم. أنا أعرف من تجربتي والأمر متروك للاشخاص العاملين وذلك لحماية أنفسهم. الطريقة الوحيدة التي يمكنك أن تنقذ انفسهم بها هي حركة الطبقة العاملة القوية.
كما بدأت الرابطة النسائية النقابية بالعمل بنشاط من أجل تصويت المرأة، في تحالف وثيق مع جمعية اقتراع المرأة الأمريكية الوطنية، في عام 1920, وذلك في السنوات التي سبقت إقرار التعديل التاسع عشر لدستور الولايات المتحدة الأمريكية . وشهدت الرابطة النسائية النقابية الاقتراع باعتبارها وسيلة لكسب التشريعات الوقائية للنساء، وتوفر لهم الكرامة وغيرها من الفوائد غير الملموسة التي تلت المساواة السياسية. صاغ شنايدرمان عبارة مذكر في الحملة الانتخابية للاقتراع في عام 1912:
```
ما تريده المرأة العاملة هو الحق في العيش، وليس مجرد الوجود - الحق في الحياة كامرأة غنية لديها الحق في الحياة، والشمس والموسيقى والفن. ليس لديها تواضع العاملة وليس لديها الحق فيه أيضا . يجب على العاملة ان يكون لديها الخبز، لكنيجب أن يكون لديها ورود أيضا.؛ انتم نساء الشرف، اعطوها ورقة الاقتراع لتكافح معنا.
```